# Pachastrissa inopinata
Pachastrissa inopinata är en svampdjursart som först beskrevs av Gustavo Pulitzer-Finali 1983.  Pachastrissa inopinata ingår i släktet Pachastrissa och familjen Calthropellidae.
Artens utbredningsområde är Italien. Inga underarter finns listade i Catalogue of Life.